# 湯米·莫菲
湯瑪斯·克里斯汀·莫菲（Thomas Christian Murphy，1979年8月27日—），出生於美國紐約州的薩芬（Suffern），目前他是一名美國職棒大聯盟的外野手，效力於洛杉磯安那罕天使隊。
莫菲在2006年5月4日獲得晉升至大聯盟，首場比賽在底特律老虎的主場先發，而且4個打數擊出2支安打、1分打點，以及得到1分。2006年5月27日面對巴爾的摩金鶯的比賽中，他更擊出大聯盟生涯第一支全壘打。

## 外部連結
- 湯米·莫菲在美國職棒（英语）
- 湯米·莫菲在Baseball-Reference.com（大聯盟）（英语）
- 湯米·莫菲在The Baseball Cube（英语）